# Marcello Giuria
Marcello Giovanni Battista Giuria (ur. 2 października 1891 w Savonie) – włoski zapaśnik walczący w stylu klasycznym. Olimpijczyk z Paryża 1924, gdzie zajął trzynaste miejsce w wadze ciężkiej.

## Letnie Igrzyska Olimpijskie 1924
| Konkurencja             | Rundy eliminacyjne   | Rundy eliminacyjne  | Klas. końcowa |
| Konkurencja             | Przeciwnik I         | Przeciwnik II       | Miejsce       |
| ----------------------- | -------------------- | ------------------- | ------------- |
| +82,5 kg styl klasyczny | Jussi Salila (FIN) P | Jānis Polis (LAT) P | 13.           |